# گایا جیراچه
گایا جیراچه (ایتالیایی: Gaia Girace؛ زادهٔ ۲۱ اکتبر ۲۰۰۳) بازیگر اهل ایتالیا است.
از فیلم‌ها یا مجموعه‌های تلویزیونی که وی در آن‌ها نقش داشته است، می‌توان به دوست نابغه من اشاره نمود.